# 1132 هـ
1132 هـ هي سنة في التقويم الهجري امتدت مقابلةً في التقويم الميلادي بين سنتي 1719 و1720.

## مواليد
- أمين باشا الجليلي

## وفيات
- أوكلي
- عبد الله بن علوي الحداد.
- محمد بن الحسن اليحمدي، فقيه وكبير وزراء السلطان المغربي المولى إسماعيل.